# مایدان منتووسکی
مایدان منتووسکی (به لاتین: Majdan Mętowski) یک روستا در لهستان است که در گمینا گووسک واقع شده‌است. مایدان منتووسکی ۱۲۴ نفر جمعیت دارد.